# بیویو-مانتالوین، کالیفرنیا
بیویو-مانتالوین (به انگلیسی: Bayview-Montalvin) یک منطقهٔ مسکونی در ایالات متحده آمریکا است که در شهرستان کنترا کوستا، کالیفرنیا واقع شده‌است. بیویو-مانتالوین ۲٫۲ کیلومتر مربع مساحت و ۵٬۰۰۴ نفر جمعیت دارد.